# Beatrice Faumuina
Beatrice Roini Liua Faumuina (ur. 23 października 1974 w Auckland) – nowozelandzka lekkoatletka, dyskobolka, złota medalistka mistrzostw świata z 1997.
W 2010 ogłosiła zakończenie kariery sportowej.

## Osiągnięcia
- srebrny medal Igrzysk Wspólnoty Narodów (Victoria 1994)[4]
- złoto mistrzostw świata (Ateny 1997)
- złoto Igrzysk Wspólnoty Narodów (Kuala Lumpur 1998)[4]
- 3. miejsce podczas Finału Grand Prix IAAF (Doha 2000)
- złoty medal Igrzysk Wspólnoty Narodów (Manchester 2002)[4]
- 1. lokata na Pucharze Świata (Madryt 2002)
- unikalna seria 37 zwycięstw z rzędu (styczeń 1997 – czerwiec 1998)
- Faumuina czterokrotnie reprezentowała Nową Zelandię podczas igrzysk olimpijskich[1]:
  - Atlanta 1996 – 23. miejsce w eliminacjach (brak awansu do finału)
  - Sydney 2000 – 12. miejsce
  - Ateny 2004 – 7. miejsce
  - Pekin 2008 – 28. pozycja w eliminacjach (brak awansu do finału)
- złoto mistrzostw Oceanii w 2010 roku

## Rekordy życiowe
- rzut dyskiem – 68,52 (1997) rekord Nowej Zelandii (w sumie Faumuina biła 11-krotnie rekord kraju[5])